# Linha de sucessão ao trono sueco

Brasão de armas da Suécia

A linha de sucessão ao trono sueco é determinada pelo Ato de Sucessão à Coroa Sueca. Em 1980, a Suécia aprovou primogenitura igual, o que significa que o filho mais velho do monarca, independentemente do sexo, tem prioridade na linha de sucessão. A Suécia tinha anteriormente em (desde 1810) a primogenitura agnática, o que significa que apenas homens podiam herdar o trono. A lei de sucessão de 1980 limitou, porém, a sucessão real aos descendentes diretos do atual rei Carlos XVI Gustavo, mantendo assim a exclusão das quatro irmãs mais velhas do rei e seus descendentes, que eram antes excluídos pela regra agnática.
A lei de sucessão especifica três situações nas quais um príncipe ou princesa da Casa Real são excluídos da linha de sucessão:
1. Se se casarem sem o consentimento do governo sueco, que deve ser solicitado pelo rei.
2. Se se tornarem soberanos de uma país estrangeiro sem o consentimento do rei e do parlamento da Suécia.
3. Se não professarem a fé luterana.

Nos caso um e dois acima, a exclusão da linha sucessória estende-se também aos descendentes do príncipe ou princesa envolvidos. Adicionalmente, a lei determina que príncipes e princesas da Casa Real devem ser criados dentro da Suécia.

## Atual ordem de sucessão
- Rei Carlos XVI Gustavo (n. 1946)
  - (1)  Princesa Vitória, Princesa Herdeira da Suécia (n. 1977)
    - (2)  Princesa Estela, Duquesa da Gotalândia Oriental (n. 2012)
    - (3)  Príncipe Óscar, Duque da Escânia (n. 2016)

  - (4)  Príncipe Carlos Filipe, Duque da Varmlândia (n. 1979) 
    - (5)  Príncipe Alexandre, Duque de Sudermânia (n. 2016)
    - (6)  Príncipe Gabriel, Duque de Dalarna (n. 2017)
    - (7)  Príncipe Juliano, Duque de Halland (n. 2021)
    - (8)  Princesa Inês, Duquesa de Västerbotten (n. 2025)

- - (9)  Princesa Madalena, Duquesa da Helsíngia e Gestrícia (n. 1982)
    - (10)  Princesa Leonor, Duquesa da Gotlândia (n. 2014)
    - (11)  Príncipe Nicolau, Duque de Angermânia (n. 2015)
    - (12)  Princesa Adriana, Duquesa de Blecíngia (n.2018)

O príncipe Carlos Filipe nasceu em 1979 como herdeiro do trono dentro da regra agnática, mas a aplicação retroativa da nova Lei de Sucessão de 1980 fê-lo perder essa posição para a sua irmã mais velha, a atual Princesa Herdeira Vitória.